# Haszedera

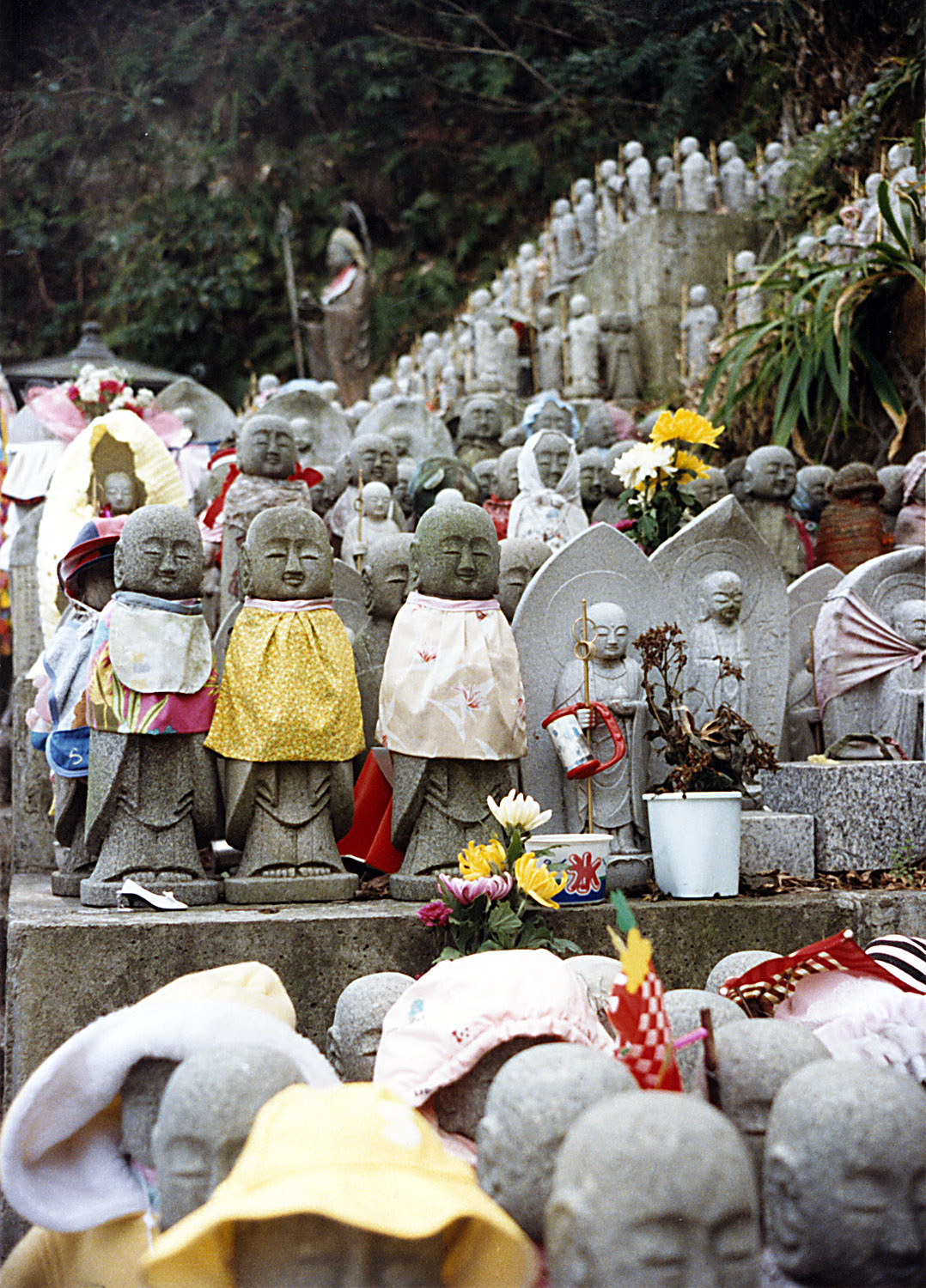
A kamakurai Dzsizók

A Haszedera (長谷寺, Hepburn-átírással: Hasedera) két japán buddhista templom neve, egyiket Nara közelében a 7. században alapították, s a singon szekta főtemplomai közé tartozik, a közismertebb azonban a kamakurai Haszedera (13. század). Mindkettő fő ékessége az állítólag ugyanabból a hatalmas kámforfából faragott, 11 fejű Kannon-szobor (Dzsúicsimen), amelyeket Narában készítettek a 8. században, s a kilenc méteres nagyobbikat a tengerbe dobták, és Kamakuránál sodródott partra. (A Narában maradt nyolc méteres példány leégett, mása 1538-ból való.) A kamakurai templom ezenkívül számtalan Dzsizó-szobrocskájáról is nevezetes, meg arról is, hogy kertjéből pazar kilátás nyílik a Szagami-öbölre és Enosima szigetére.